# Tabanus smirnovi
Tabanus smirnovi är en tvåvingeart som beskrevs av Olsufjev 1962. Tabanus smirnovi ingår i släktet Tabanus och familjen bromsar. Inga underarter finns listade i Catalogue of Life.